# Jiří Rak
Jiří Rak (* 7. února 1947 Praha) je český historik, specializující se na období 19. století, zejména na období pozdní habsburské monarchie a fenomén českého národního obrození.
Absolvoval obor archivnictví a dějepis na Filozofické fakultě Univerzity Karlovy v Praze. Pracoval mj. v Národním muzeu nebo v Československém filmovém ústavu. Oženil se s historičkou Ivanou. V letech 1991 až 2017 přednášel v Institutu mezinárodních studií Fakulty sociálních věd Univerzity Karlovy.
V rámci své práce se soustavně věnuje popisování mýtů, které panují v souvislosti s českými dějinami 19. století, obzvlášť v období národního uvědomění. Zabývá se historickou reflexí, interpretací dějin v proměnách času, myšlením a chováním lidí v kontextu nové doby. Na tato témata publikoval několik knih, řadu článků a konferenčních příspěvků.
Je jedním z autorů stálé expozice "Za císaře pána..." Habsburkové v českých zemích, 1791–1914 na zámku ve Ctěnicích. Výstava obsahuje na 300 exponátů, mezi nimi i dvě pohyblivá dioramata.
Roku 2015 mu bylo uděleno čestné členství v Koruně České (monarchistické straně Čech, Moravy a Slezska).

## Publikace
- Bohuslav Balbín a jeho místo v české kultuře (s Janem P. Kučerou). Vyšehrad, Praha 1983.
- Bývali Čechové. Historické mýty a stereotypy. H & H, Jinočany 1994.
- Ve stínu Tvých křídel. Habsburkové v českých dějinách (s Ivanou Čornejovou a Vítem Vlnasem). Grafoprint-Neubert, Praha 1995.
- České evropanství. České národní dějiny v evropském kontextu. Odbor pro informování o evropských záležitostech Úřadu vlády České republiky, Praha 2006.
- Zachovej nám, Hospodine. Češi v Rakouském císařství 1804–1918. Havran, Praha 2013.